# Савченко Сергій Вікторович (футболіст)
Сергій Вікторович Савченко (нар. 10 травня 1966, Ямпіль, Вінницька область, УРСР — пом. 3 липня 2010, Кишинів, Молдова) — радянський та молдовський футболіст, півзахисник, майстер спорту. Переможець першої та другої ліг СРСР. Найбільш відомий за виступами в московську ЦСКА, в складі якого провів в цілому сто матчів і забив десять м'ячів.

## Життєпис
У професіональнному футболі дебютував у 18-річному віці в складі кишинівського клубу «Ністру», в якому провів наступні два роки.
У 1985 році перейшов у московський ЦСКА, який виступав у той час у першій лізі і відразу ж став одним з ключових футболістів. У 1986 році разом з армійцями зайняв перше місце в лізі. У 1987 році армійці посіли передостаннє, п'ятнадцяте, місце в чемпіонаті й залишили вищу лігу.
У 1988 році Сергій грав у молдовських командах «Заря» й «Ністру», разом з останнім клубом Савченко став переможцем другої ліги СРСР.
У 1989 році грав за українські клуби «Таврія» й «Торпедо».
У 1990 і 1991 роках виступав у командах «Зімбру» й «Тилігул». Восени 1991 року виїхав до Польщі, де провів деякий час в клубі 4-ї ліги «Спомош» з Канчуга.
У 1992 році розпочав виступи в незалежному чемпіонаті Молдови. Сезон 1992 року грав у «Конструкторулі» з Кишинева, а на початку сезону 1992/93 років - у КСС АМОК. З жовтня по листопад 1992 року виступав за «Торпедо» (Запоріжжя). У міжсезоння перебрався до Румунії, де провів 2-гу половину сезону 1992/93 років у клубі 2-ї ліги «Олімпія» (Сату-Маре).
У 1994 році, транзитом через Молдову, приїхав до Росії. Провівши другу частину сезону у раменському «Сатурні», поїхав назад до Молдови.
За різні клуби Молдови грав до 1998 року.
В останні роки життя працював у Федерації футболу Молдови, в Асоціації пляжного футболу Молдови. Неодноразово брав участь у матчах ветеранів.
Помер в ніч на 3 липня 2010 року, випавши з дев'ятого поверху. Поліція вважає, що це було самогубство.

## Досягнення

### Командні
- Перша ліга чемпіонату СРСР
  -  Чемпіон (1): 1986

- Друга ліга чемпіонату СРСР
  -  Чемпіон (1): 1988

### Особисті
- Майстер спорту СРСР (з 1984 року)